# Vaux-lès-Saint-Claude
Vaux-lès-Saint-Claude ist eine Gemeinde im französischen Département Jura in der Region Bourgogne-Franche-Comté.

## Geographie
Vaux-lès-Saint-Claude liegt auf 329 m, etwa zehn Kilometer westsüdwestlich der Stadt Saint-Claude (Luftlinie). Das Dorf erstreckt sich im Jura, im Tal der Bienne, auf der Südseite des Flusses in einer Talweitung, am Nordfuß des Höhenrückens der Roche de Joux.
Die Fläche des 9,36 km² großen Gemeindegebiets umfasst einen Abschnitt des französischen Juras. Der zentrale Teil wird von einer rund 1 km breiten Talweitung der Bienne eingenommen, die hier von Südosten nach Nordwesten mit mehreren Mäandern durch den flachen Talboden fließt. Auf beiden Seiten wird die Talaue von steil ansteigenden und teilweise von Felsbändern durchzogenen Hängen flankiert. Hier gibt es mehrere Höhlen, unter anderem die Grotte Lacuzon. Im Norden verläuft die Grenze auf der Oberkante des Steilabfalls zum Bienne-Tal. Nach Süden erstreckt sich das Gemeindeareal den Hang hinauf, der durch mehrere Erosionsrinnen untergliedert wird, und erreicht auf der Höhe nordwestlich der Roche de Joux mit 950 m die höchste Erhebung von Vaux-lès-Saint-Claude. Das Gemeindegebiet ist Teil des Regionalen Naturparks Haut-Jura (frz.: Parc naturel régional du Haut-Jura).
Zu Vaux-lès-Saint-Claude gehören der Weiler Chiriat (330 m) im Tal der Bienne südöstlich an das Dorf anschließend sowie einige Einzelhöfe. Nachbargemeinden von Vaux-lès-Saint-Claude sind Pratz im Norden, Chassal-Molinges im Osten, Rogna und Viry im Süden sowie Lavancia-Epercy und Jeurre im Westen.

## Geschichte
Das Gemeindegebiet von Vaux-lès-Saint-Claude war bereits während der Römerzeit besiedelt. Der Ortsname geht ursprünglich auf das lateinische Wort vallis (Tal) zurück. Seit dem Mittelalter gehörte Vaux-lès-Saint-Claude zum Gebiet der Abtei Saint-Claude. Besonders im 15. und 16. Jahrhundert war das Dorf ein Zentrum der Färberei Damals gab es im Tal der Bienne ausgedehnte Safranpflanzungen. Zusammen mit der Franche-Comté gelangte das Dorf mit dem Frieden von Nimwegen 1678 an Frankreich. Zu einer Gebietsveränderung kam es 1822, als das vorher selbständige Chiriat nach Vaux-lès-Saint-Claude eingemeindet wurde.

## Sehenswürdigkeiten
Die Dorfkirche von Vaux-lès-Saint-Claude stammt ursprünglich aus dem 15. Jahrhundert, wurde später jedoch mehrfach verändert. Einen sehr schönen Blick auf das Dorf und auf das Tal der Bienne hat man von der Kapelle Saint-Romain (am Rand der Hochfläche von Saint-Romain auf der Grenze zu Pratz).

## Bevölkerung
| Jahr                       | 1962 | 1968 | 1975 | 1982 | 1990 | 1999 | 2008 | 2017 |
| Einwohner                  | 435  | 487  | 505  | 572  | 629  | 684  | 708  | 693  |
| Quellen: Cassini und INSEE |      |      |      |      |      |      |      |      |

Mit 675 Einwohnern (Stand 1. Januar 2022) gehört Vaux-lès-Saint-Claude zu den kleinen Gemeinden des Départements Jura. Nachdem die Einwohnerzahl in der ersten Hälfte des 20. Jahrhunderts stets im Bereich von 450 Personen gelegen hatte, wurde seit Beginn der 1960er-Jahre eine deutliche Bevölkerungszunahme verzeichnet.

## Wirtschaft und Infrastruktur
Vaux-lès-Saint-Claude war lange Zeit ein vorwiegend durch die Landwirtschaft sowie durch die Forstwirtschaft geprägtes Dorf. Daneben gibt es heute einige Betriebe des Klein- und Mittelgewerbes, unter anderem der Kunststoffindustrie und der Tabakspfeifenherstellung. Viele Erwerbstätige sind auch Wegpendler, die in den größeren Ortschaften der Umgebung, hauptsächlich in Oyonnax und Saint-Claude ihrer Arbeit nachgehen.
Die Ortschaft ist verkehrstechnisch gut erschlossen. Sie liegt an der Hauptstraße, die von Oyonnax nach Saint-Claude führt. Der nächste Anschluss an die Autobahn A404 (Saint-Martin-du-Frêne–Oyonnax) befindet sich in einer Entfernung von rund 14 km. Vaux-lès-Saint-Claude besitzt einen Bahnhof an der Eisenbahnlinie von Oyonnax nach Saint-Claude.